# 胸鉏比売
胸鉏比売（むなすきひめ）は島根県石見地方の伝説に登場する女神である。

## あらすじ
神代の昔、石見の国の波子（はし）の浦に一艘の箱舟が流れ着いた。中にいたのは歳六・七歳ほどの麗しい幼い姫であった。これは出雲の国の須佐能男命のお血筋に違いないといって、子の無い翁と媼が姫を育てることになった。が、姫はどこから来たのかと聞かれると、東の方向を指さし、それ以上は口をつぐんでいた。老夫婦が慈しんで育て、見目麗しく成長した姫だったが、弓矢の稽古に余念がなかった。姫が十三歳になったある日、東の空に狼煙が上がった。このときになって姫はようやく自らの出自を明らかにし、出雲の国に寇が迫っているので急ぎ帰らなければならないと言った。翁と媼は引き留めたが、姫は家を忍び出て東に向かった。気づいた翁と媼は跡を追ったが、浅利の海岸で力尽きて亡くなった。出雲に戻った姫は寇を見事防いだという。姫は波子早脚神社に祀られているという。
神がこの世を収めていたころの話。今の江津市波子の海岸に一艘の箱舟が流れ着いた。通りかかった老夫婦が中を覗くとそこにはかわいい女の子が入っていたので、連れ帰って育てることにした。その女の子は身分のある者らしく良い着物を着て上品であった。老夫婦は我が子のように慈しんで育てた。何年か経って女の子は美しい娘に成長した。ある日、おじいさんが「お前はどこから来たのかね？」と問うと、娘は黙って東の方を指した。何度聞いても娘は黙っていた。娘は美しく成長したが、毎日のように弓矢の稽古に励んでいた。また、家の中では必ず上座に座った。娘が十三歳になったある日、東の出雲の方に狼煙が上がり、天をこがした。それを見た娘はついに出自を明らかにした。娘は出雲の須佐能男命の娘で田心姫といった。幼い頃、心が荒々しかったため、父の怒りに触れ流されたという。夢のお告げで娘が出雲に帰れば、十羅の賊を打ち負かすことができるとのことで、娘は急いで帰らなければならないと言った。老夫婦は泣いて引き留めたが、娘は振り切って走り出した。跡を追った老夫婦だったが、娘は岩陰に隠れてやり過ごした。老夫婦は浅利の海岸まで来たところで力尽きて亡くなってしまった。出雲に戻った田心姫はたちまちの内に十羅の賊を滅ぼし、十羅刹女の名を贈られた。

## 内容
石見神楽では演目「十羅」、出雲神楽では「日御碕」の前日譚的な内容である。いずれも謡曲「御崎」が原典。なお、「十羅」では十羅刹女が、「日御碕」では日御碕大明神がシテとして登場する。
「江津市誌 下巻」では「じいさん井戸・ばあさん井戸（浅利）」と題で収録されている。姫に去られた老夫婦の悲しみの涙が浅利富士（室神山）高仙の巌に溜まって"ぢいさん井戸""ばあさん井戸"となったという結末となっている。
出雲地方の伝説では、国引き神話で引き寄せた新羅の国の一部を月支国王彦波瓊（ひこはる）王が取り返しに来た。それを小野検校家の先祖である天之葺根命の9世孫の明速祇命（あけはやずみのみこと）が防いだという内容のものがある。また、妄胡利（むくり）の大群が押し寄せたとしたものや渤海国が攻めてきたという類話もある。
元は日御碕神社の社伝、花山院耕雲筆日御碕社修造勧進状に由来する。「荒地山（あらちやま）の旧土を復さんと欲して」とあり、仏教でいう須弥山の角が欠けて出雲に流れ着いたのを神が搗き固めた。それを取り返しに鬼が攻めてきたという状況を説明するものである。元々は出雲国風土記の国引き神話からだが、仏教的な世界観（須弥山）が取り込まれている。
社伝は応永二十七年とあり西暦1420年まで遡れる。なお、前年の応永二十六年（1419年）に応永の外寇が起きている。倭寇討伐を名目とした対馬侵攻だが、明が襲来するという風聞が流れ、大きな衝撃をもって受け止められたことが窺える。
また、鬼の名を「むくり」「こくり」としたものがあって、元寇の影響も窺える。
江戸時代の出雲国の地誌である「懐橘談」須佐の条ではスサノオが一の女を柏の葉に包んで流した、それが石見の橋の浦に流れ着いたのを今の日御碕というとしている。須佐神社の「落葉の槙」稲田姫の後産を柏の葉に包んで流したという伝承が原型であると思われる。
なお、謡曲「御崎」ではスサノオの第三の姫であるとしている。
また、江戸時代の石見国の地誌である「石見八重葎」にも波子村の条に田心姫と十羅刹女の伝説が記載されている。日御崎神社の社伝→謡曲「御崎」→「懐橘談」→「石見八重葎」という時系列が見て取れる。

## 神楽
石見神楽の演目「十羅」では、彦羽根という鬼神が対馬に渡ろうとして大時化に遭い、生命からがらたどり着いた。そこに現れたのはスサノオの末子・十羅刹女である。十羅刹女は彦羽根に故国に戻るよう説得するが、彦羽根は聞き入れず戦いとなる、といった粗筋である。
ここでの十羅刹女は仏教に登場する十柱の羅刹女ではなく、スサノオの末子として神仏習合した形で登場する。俗説に十羅刹女はスサノオと龍神の娘が契って生まれた子とするものがある。
胸鉏比売の伝説についても同様の流れと見なせる。
なお、「十羅」「日御碕」謡曲「御崎」「大社」のいずれにおいても十羅刹女と胸鉏比売、宗像三女神それぞれの関係についての記述はない。江津市の岩根神社では由緒書で田心姫命の大功について触れ、別に胸鉏比売の伝説に触れている。

## ゆかりの地
- 津門神社（江津市）[6]
- 岩根神社（江津市）[7]
- 日御碕神社（出雲市）[8]
- 鰐淵寺（出雲市）[9]